# Nike-X

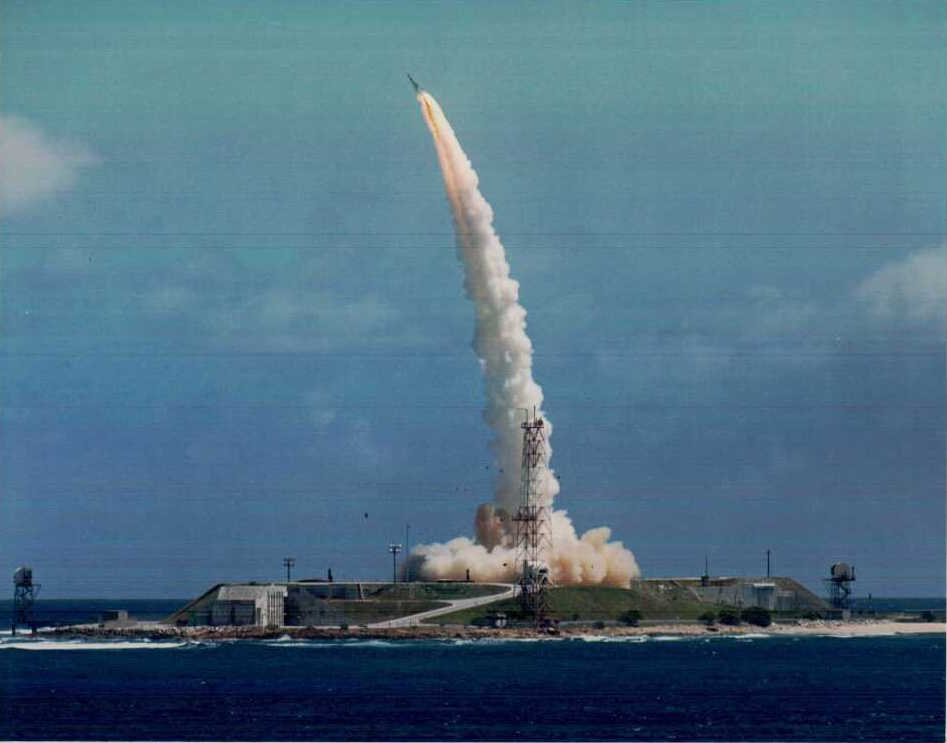
Ракета «Спринт» була основною зброєю в системі Nike-X, перехоплюючи боєголовки міжконтинентальних балистичних ракет противника лише за кілька секунд до їх вибуху.

Nike-X — це система протиракетної оборони (ПРО), розроблена в 1960-х роках армією Сполучених Штатів для захисту великих міст Сполучених Штатів від атак міжконтинентальних балістичних ракет (МБР) Радянського Союзу під час холодної війни. Літера X у назві вказувала на її експериментальну базу і мала бути замінена на більш відповідну назву, коли система буде запущена у виробництво. Це ніколи не відбувалося; у 1967 році програму Nike-X було скасовано та замінено набагато легшою системою захисту, відомою як Sentinel.
Система Nike-X була розроблена у відповідь на обмеження попередньої системи Nike Zeus. Радари Зевса могли відслідковувати лише окремі цілі, і було підраховано, що залп лише з чотирьох МБР мав би 90% шанс вразити базу Зевса. Зловмисник також міг використовувати радіолокаційні відбивачі або висотні ядерні вибухи, щоб приховати боєголовки, доки вони не підійдуть занадто близько для атаки, що робить атаку з однією боєголовкою високою ймовірністю успіху. «Зевс» був би корисний наприкінці 1950-х років, коли Радянський Союз мав лише кілька десятків ракет, але був би малокорисний на початку 1960-х років, коли вважалося, що у них будуть сотні.

## Історія

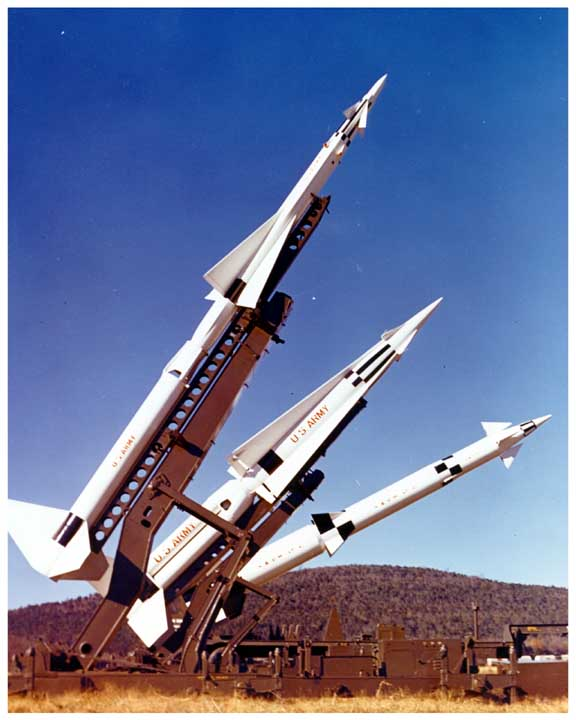
Сімейство ракет Nike включало Ajax (спереду), Hercules (посередині) і Zeus (ззаду).

У 1955 році армія США почала розглядати можливість подальшої модернізації своєї ракети «земля-повітря» (SAM) Nike B як протибалістичної ракети для перехоплення міжконтинентальних балістичних ракет. Лабораторії Белла, основного підрядника Nike, попросили вивчити це питання. Белл повернув звіт, в якому говориться, що ракету можна відносно легко модернізувати до необхідної продуктивності, але системі знадобляться надзвичайно потужні радіолокаційні системи, щоб виявити боєголовку, поки вона ще досить далеко, щоб дати ракеті час для запуску. Здавалося, що все це відповідає сучасному рівню техніки, і на початку 1957 року Bell отримав добро на розробку того, що тоді було відомо як Nike II. Значне міжвідомче суперництво між армією та повітряними силами призвело до того, що Nike II було переосмислено та кілька разів відкладено. Ці бар'єри були знесені наприкінці 1957 року після запуску першої радянської МБР Р-7. Конструкція була додатково вдосконалена, отримавши назву Zeus і отримав найвищий пріоритет розвитку.